# O Castelo Interior

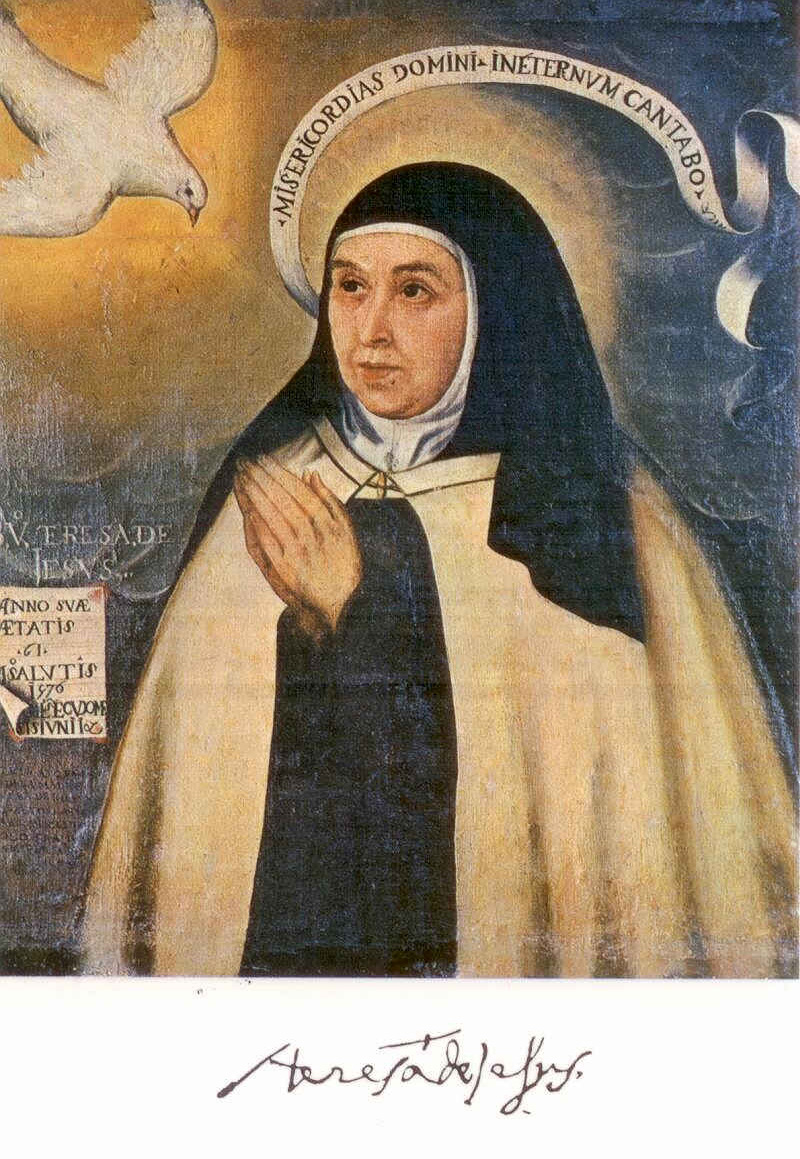
Cópia de uma pintura original de Teresa de Ávila em 1576, quando tinha 61 anos.

O Livro das Moradas, chamado também de Castelo Interior, é uma obra de Santa Teresa d'Ávila, doutora da Igreja, e foi escrita em 1577, como guia para o desenvolvimento espiritual através do serviço e da oração.
O texto trata das sete passagens que alma faz para alcançar Deus, o qual vive na sétima e última morada. No livro, ela faz uma comparação, considerando "[...] nossa alma como um castelo todo ele de um diamante ou mui claro cristal, onde há muitos aposentos, assim como no Céu há muitas moradas. Que se bem o considerarmos, irmãs, não é outra coisa a alma do justo, senão um paraíso onde Ele disse ter Suas delícias. Pois, não é isso que vos parece que será o aposento onde um Rei tão poderoso, tão sábio, tão puro, tão cheio de todos os bens se deleita? Não encontro eu outra coisa com que comparar a grande formosura de uma alma e a sua grande capacidade;[...]"
Em outro trecho Santa Teresa d'Ávila diz: "Consideremos agora que este castelo tem, como disse, muitas moradas: umas no alto, outras em baixo, outras aos lados; e, no centro e meio de todas estas, tem a mais principal onde se passam as coisas mais secretas entre Deus e a alma.[...]"
E ela também nos recorda que, se Deus nos fez à Sua imagem e semelhança, “[...] não há razão para nos cansarmos a querer compreender a formosura deste castelo; porque, ainda que haja diferença dele a Deus como do Criador à criatura, pois é criatura, basta dizer Sua Majestade que a alma é feita à Sua imagem, para que possamos entender a grande dignidade e formosura da alma. [...]" 

## Cronologia
No final de sua vida, Santa Teresa d'Ávila, com 62 anos de idade, começou a escrever o livro em 2 de Junho de 1577, terminando em 29 de Novembro do mesmo ano. Em agosto de 1586, foi eleito como editor da obra o monge agostininano Frei Luiz de Leon, e então, finalmente a obra foi publicada em 1588, em Salamanca, Espanha.